# Eupithecia sobria
Eupithecia sobria là một loài bướm đêm trong họ Geometridae.